# La espada rota
La espada rota (en inglés: The Broken Sword; pronunciado /ðə ˈbroʊkən sɔrd/), es una novela fantástica escrita por Poul Anderson, publicada por Abelard-Schuman el 5 de noviembre de 1954 (el mismo año que La Comunidad del Anillo de J. R. R. Tolkien). Ballantine Books la publicó en una edición revisada como el vigésimo cuarto volumen de su colección Ballantine Adult Fantasy en enero de 1971. Publicada en castellano por Grupo Anaya bajo la colección ‘Ultima Thule’ en 1993, con traducción de Javier Martín Lalanda y portada de Blanca Ortega. La novela fue reeditada por Victor Gollancz Ltd para su colección Fantasy Masterworks en 2002.

## Argumento
En una tierra en la que el reino de Faerie existe en una dimensión paralela a la del mundo de los hombres, Skafloc, el ahijado de los elfos, habrá de liberar la terrible maldición que pesa sobre Tyrfing, la poderosa espada rúnica que rompió Thor y que ahora vuelve a ser necesaria para salvar a los elfos en su guerra contra los trolls. Pero Skafloc también habrá de enfrentarse a su propia sombra: Valgard, que ha ocupado su lugar en el mundo de los hombres.

## Recepción
Anthony Boucher elogió la edición original como "una magnífica saga de interacción entre dioses, semidioses, hadas, héroes y hombres." Groff Conklin describe la novela como "una entusiasta y sangrienta imitación de la épica nórdica que contiene todos los elementos de los cuentos de hadas". E. F. Bleiler es categórico al afirmar que La espada rota es "...quizá la mejor obra de fantasía heroica escrita por un norteamericano". Michael Moorcock ha declarado, comparando La espada rota y La Comunidad del Anillo, que "ambas novelas se basaban en fuentes escandinavas y anglosajonas, pero la de Anderson estaba más próxima a sus orígenes, una tragedia de ritmo trepidante, impregnada de fatalidad, en la que el heroísmo, el amor y la ambición de los seres humanos, manipulados por dioses, elfos y troles amorales, tienen inevitablemente consecuencias trágicas."

## Influencias y adaptación
- La novela está ambientada en la época vikinga y la historia contiene varias referencias a la mitología nórdica. Está influenciada por la novela de 1891 Eric Ojos Brillantes, de H. Rider Haggard.

- El escritor británico de fantasía Michael Moorcock ha escrito que La espada rota es una importante influencia en sus historias; en la dedicatoria de Elric de Melniboné, el cual empuña una espada mágica, Stormbringer, que guarda muchas similitudes con la espada de Skafloc, dice: «A Poul Anderson, por La espada rota y Tres corazones y tres leones. Al fallecido Fletcher Pratt, por El pozo del unicornio. Al desaparecido Bertolt Brecht, por La ópera de los tres centavos, obra que, por alguna oscura razón, relaciono con las anteriores como una de las principales influencias en las primeras historias de Elric.[5]

- Una adaptación parcial de la historia, realizada en una novela gráfica en blanco y negro, fue adaptada por el escritor de fantasía Tom Reamy e ilustrada por el artista de fantasía George Barr. Fue publicada entre mitad y final de los años 60 en varios números del fanzine de ciencia ficción dos veces nominado a los Premios Hugo Trumpet; la adaptación nunca fue completada, y los planes de retomar la adaptación nunca se llevaron a cabo debido al prematuro fallecimiento de Reamy en 1977.[6]

- La espada rota y otras obras de Anderson figuran entre las principales influencias de Gary Gygax en la creación del sistema de juego Dungeons & Dragons.[7][8]